# 亞歷山大·帕夫柳克
亞歷山大·奧歷克西約維奇·帕夫柳克（羅馬化：Oleksandr Oleksiiovych Pavliuk；1970年8月20日—），烏克蘭武裝部隊將領，軍銜中將，曾任基輔州州長以及烏克蘭陸軍司令，是俄烏戰爭的參與者。

## 生平
帕夫柳克於1970年8月20日出生於日托米爾州沃倫斯基新城（今兹維亞海爾），1991年畢業於哈爾科夫近衛高級坦克指揮學校，同時被任命為坦克排的指揮官，2004年畢業於烏克蘭國防學院。
帕夫柳克已婚，妻子為瓦倫蒂娜·米科拉伊芙娜·帕夫柳克（Валентина Миколаївна Павлюк）；有二女，大女阿納斯塔西婭（Анастасія）是烏克蘭演員，次女特蒂亞娜（Тетяна）就讀基輔理工學院。

## 事蹟
帕夫柳克是蘇聯陸軍突擊第3集團軍一員。1991年至1993年，他指揮駐紮在德國希勒斯萊本村的第47近衛坦克師。1993年8月至2010年9月，他返回家鄉沃倫斯基新城的第30獨立機械化旅服役，在此期間逐步晉升，包括擔任領導職務。2006年7月至2007年4月10日，他是烏克蘭駐科索沃維和部隊指揮官。2010年9月，帕夫留克獲任命為駐紮在利沃夫州亞沃里夫鎮附近的第24獨立機械化旅的指揮官。他自2014年起在這個職位上，參與了頓巴斯戰爭。在他的指揮下，該編部隊參加了斯拉維揚斯克、利曼、克拉馬托爾斯克和利西昌斯克地區的攻勢。同年7月11日，該旅在澤萊諾皮利亞附近遭到火箭彈襲擊，隨後烏克蘭軍隊被包圍在於該地區，損失慘重。帕夫柳克參加的最後一場戰役第32檢查站爭奪戰中戰敗，他手下的部隊不得不撤退。
2014年10月，帕夫柳克以無黨派身份協助全烏克蘭祖國聯盟成員烏克蘭前總理尤利婭·季莫申科參加2010年烏克蘭總統選舉，其競選烏克蘭第122選區議員席位，但敗選。2015年3月，他免去第24獨立機械化旅旅長職務。同年8月23日，他被烏克蘭總統彼得·波羅申科發佈№495/2015總統令授予少將軍銜。2016年12月2日，帕夫柳克獲授予二級波格丹·赫梅利尼茨基勋章。2017年3月至2020年4月，帕夫柳克是西部作戰指揮部指揮官，之後他成為武裝部隊陸軍司令部的訓練指揮官。2018年8月，彼得·波羅申科發佈№242/2018號總統令，帕夫柳克晉升為中將。
2020年夏，帕夫柳克獲烏克蘭總統弗拉基米爾·澤連斯基任命為烏克蘭陸軍司令部指揮官。2021年7月28日，帕夫柳克獲任命為烏克蘭武裝部隊聯合作戰司令部司令。2022年1月末，帕夫留克接受英國《泰晤士報》採訪時表示，烏克蘭人「準備赤手空拳地撕碎俄羅斯人」，並稱烏克蘭1994年放棄核武器是「天大的錯誤」。此外，他還宣布了俄羅斯入侵烏克蘭的「日期」，指是2月20日，從而引起了輿論廣泛譁然。
2022年俄羅斯入侵烏克蘭，他被派往東南前線，隨後成為馬里烏波爾圍城戰的指揮官之一，馬里烏波爾在三月初起便被俄羅斯軍隊圍攻。從2022年3月15日起 ，帕夫柳克獲任命為基輔州州長。
2024年2月11日，烏克蘭總統澤倫斯基任命亞歷山大·帕夫柳克中將接替烏克蘭武裝部隊總司令亚历山大·瑟尔斯基擔任為烏克蘭陸軍司令。
2024年5月4日，帕夫柳克遭到俄羅斯內務部通緝。

## 榮譽
2022年3月4日，烏克蘭總統弗拉基米爾·澤連斯基發佈№107/2022號總統令，因帕夫柳克「個人的勇氣和英雄氣概，為保衛烏克蘭國家主權和領土完整作出的重大貢獻」，被授予烏克蘭英雄稱號和金星勳章。
- 金星勳章[15]
- 二級波格丹·赫梅利尼茨基勋章[11]
- 三級波格丹·赫梅利尼茨基勋章[11]
- 烏克蘭軍事服務獎章[16]
- 烏克蘭武裝部隊10週年獎章[16]
- 烏克蘭武裝部隊15週年獎章[16]